# Carlos Alós
Carlos Alós Ferrer (Tortosa, 21 luglio 1975) è un allenatore di calcio ed ex calciatore spagnolo, di ruolo portiere, commissario tecnico della nazionale bielorussa.

## Palmarès

### Allenatore

#### Competizioni nazionali
- Coppa del Kazakistan: 1

Qaırat: 2017